# Mariborsko jezero
Mariborsko jezero je akumulacijsko jezero, ki je nastalo z zajezitvijo reke Drave zaradi gradnje HE Mariborski otok zahodno od Maribora pri naselju Kamnica.
Skupaj z okolico je pomembno mariborsko območje za rekreacijo in oddih. S svojo krajinsko podobo, gozdovi, ki ga obrobljajo na desnem bregu, ter nastajajočimi obvodnimi biotopi in plitvinami je tudi naravovarstveno pomembno območje. Drastičen poseg v naravo tu ni povzročil zgolj uničenja različnih biotopov, ampak so se razvili tudi novi. Poleg razraslega obrežnega gozda so nastale plitvine, ki jih porašča obvodno rastlinje, s čimer je nastal nov dragocen življenjski prostor.